# Barbu Ștefănescu Delavrancea
Barbu Ștefănescu Delavrancea (Bucarest, 11 aprile 1858 – Iași, 29 aprile 1918) è stato uno scrittore rumeno.
Fu grande oratore e grazie ai suoi magnifici discorsi il primo ministro Ion I. C. Brătianu si decise ad entrare nel primo conflitto mondiale. Fu uno dei padri della letteratura rumena con I parassiti romanzo del 1893 e L'astro del 1910.
Fu eletto deputato e ricoprì il ruolo di sindaco di Bucarest (1899), ministro dei lavori pubblici (29 dicembre 1910 - 27 marzo 1912), ministro dell'industria e del commercio (dal 10 luglio 1917).

## Biografia
Nacque nella periferia di Bucarest in via Vergului n. 166 nella famiglia di Stefan Tudorica Albu, custode delle carovane che trasportavano cereali a Giurgiu e Oltenita. Aprese le prime nozioni scolastiche con il maestro Ion Pestreanu della chiesa San Giorgio Nuovo e nel 1866 si iscrisse alla filiale n. 4 della scuola "Colore nero", direttamente in seconda elementare. Seguì la terza elementare presso la scuola di Maidanul Dulapului, dove conobbe il professore Ion Vucitescu, che diventerà il personaggio principale nella novella Domnul Vucea (Il signor  Vucea). Dopo il ginnasio al Gheorghe Lazar di Bucarest, il 1 dicembre 187 si trasferì al Liceo di San Sava.

## Opere (selezione)

### Romanzi
- I parassiti (1893)
- L'astro

### Poesie
- Poiana lungă

### Novelle
- Sultănica
- Bunicul
- Bunica
- Domnul Vucea
- Hagi Tudose (1903)

### Fiabe
- Neghiniţă
- Norocul dracului
- Moș Crăciun
- Palatul de Cleştar
- Dăparte, dăparte
- Delavrancea
- Stăpânea odată (1909)

### Drammaturgia
- Trilogia Moldovei:
  - Apus de soare (1909)
  - Viforul (1910)
  - Luceafărul (1910)
- A doua conștiință
- Irinel (1912)
- Hagi-Tudose (1912)